# Caldarroste
Per caldarroste si intendono le castagne arrostite con la buccia su un fuoco posto in una padella bucherellata. Le caldarroste, e la loro vendita ambulante, sono diffuse in tutto l'areale mediterraneo della pianta di castagno, dal Portogallo alla Turchia.

## Procedimento

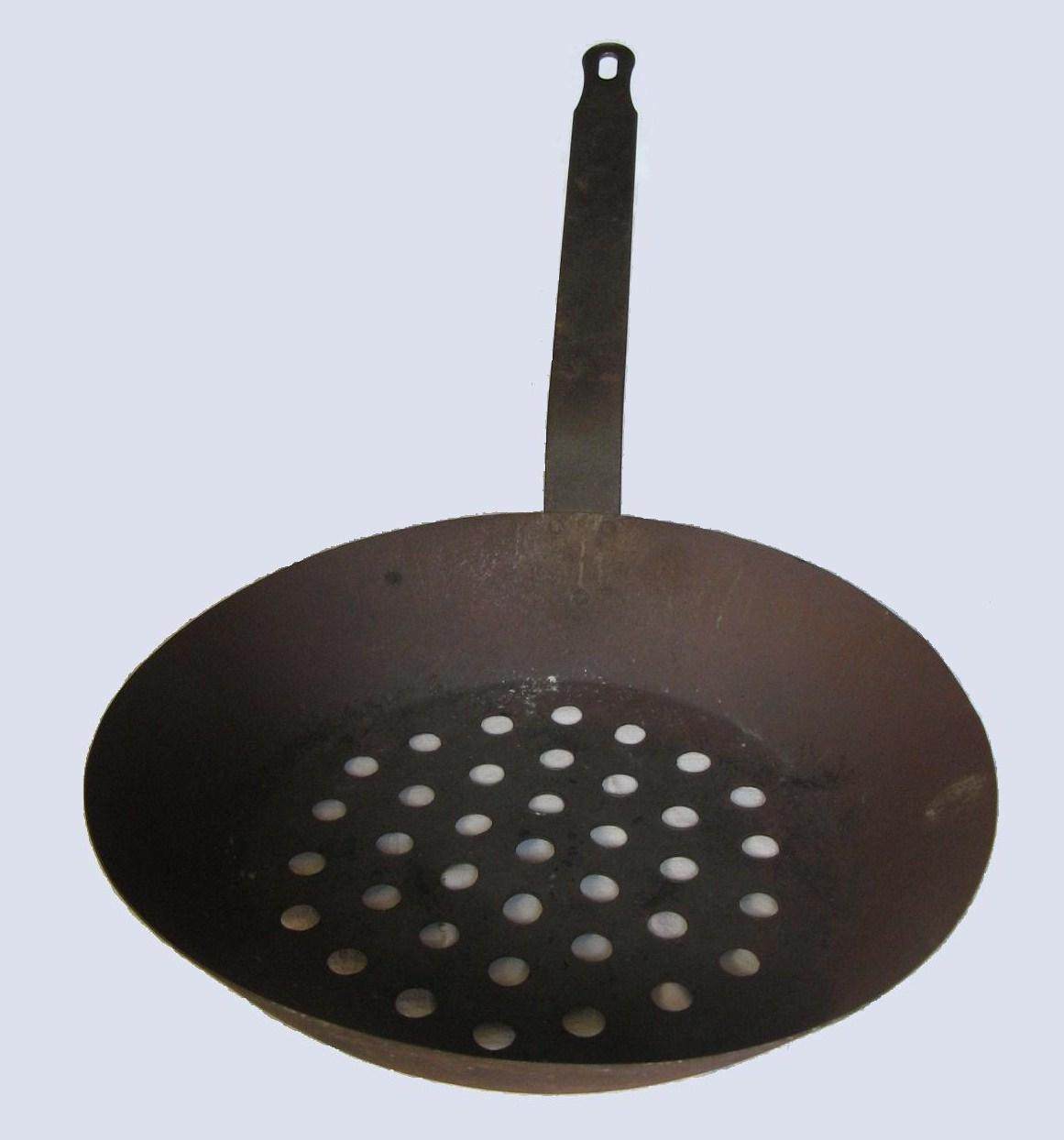
Padella per caldarroste

Dopo la raccolta, le castagne vanno fatte asciugare per qualche giorno. Si pratica quindi una piccola incisione longitudinale sul lato convesso di ogni castagna. Questi due procedimenti hanno lo scopo di impedire che il frutto esploda una volta sottoposto al calore.  Preparato un bel fuoco vivo, si adagiano le castagne così incise in una padella apposita, detta padella da castagne, bucherellata sul fondo e dotata di un lungo manico. Sono peraltro disponibili sul mercato apparecchi, idonei all'uso domestico, dotati di un cestello girevole, azionato da un motorino elettrico, che garantiscono una cottura ottimale delle castagne, senza rischi di bruciature.
A questo punto inizia la cottura, sostenendo la padella sopra il fuoco e girando le castagne regolarmente per impedire che brucino. Per insaporirle ulteriormente si possono irrorare di vino rosso a 2/3 della cottura. Generalmente dopo 20-30 minuti, a seconda del fuoco (ma anche fino a 10 minuti se la cottura è fatta su fuoco vivo) e della dimensione delle castagne, le caldarroste sono pronte e non resta che sbucciarle e mangiarle. Talvolta, onde evitare sia una carbonizzazione eccessiva sia del tegumento sia del seme edibile vero e proprio durante la cottura, sia lo sviluppo di un certo aroma acre/pungente, è preferibile toglierle dalla apposita padella lievemente "al dente" e porle a riposo per almeno 5 minuti in un recipiente isolante (coccio, plastica), ben avvolte e coperte da stracci o strofinacci, in modo che si completino la cottura grazie al calore residuo immagazzinato.
È comunque consigliabile effettuare la cottura più intensa e breve possibile (meglio la stufa o un bruciatore del gas di cucina), in primis perché carbonizzando i vari strati tegumentali esterni se ne favorisce la rimozione (che altrimenti può risultare ostica), secondariamente perché una cottura accelerata non permette una eccessiva disidratazione della parte interna del seme, sicché la caldarrosta si mantiene tonica e croccante. Viceversa, una cottura dolce e prolungata tende a favorire la perdita di vapore, producendo però caldarroste molli, vizze o addirittura rinsecchite.

## La caldarrosta nella storia e nel folklore locale
Nelle zone di montagna, quali, in Italia, l'Appennino e le Alpi, ove cresce il castagno, la castagna è stata un alimento primario.
La castagna e la caldarrosta sono presenti in numerose sagre in tutta Italia, organizzate tra la fine di ottobre e l'inizio di novembre.
Per mantenerle calde, di solito, le castagne vengono servite nel classico "cartoccio", un involucro di carta.

### Nomi dialettali dellacaldarrosta

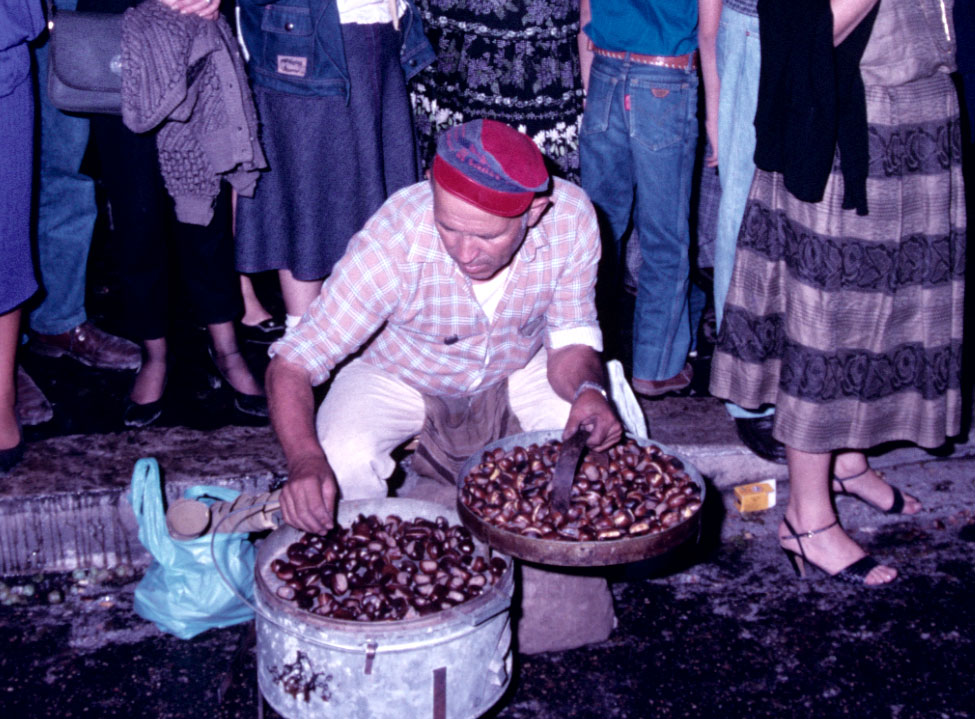
Caldarrostaro ambulante

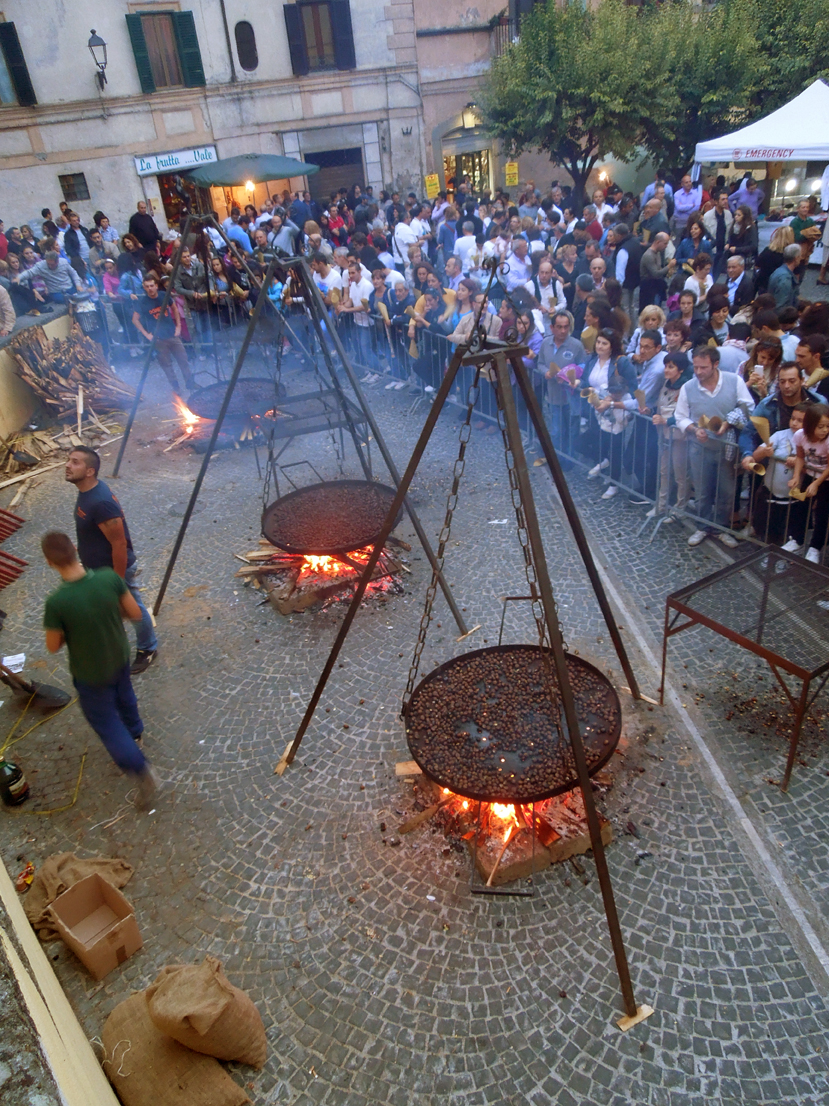
Festa della castagna a Canepina

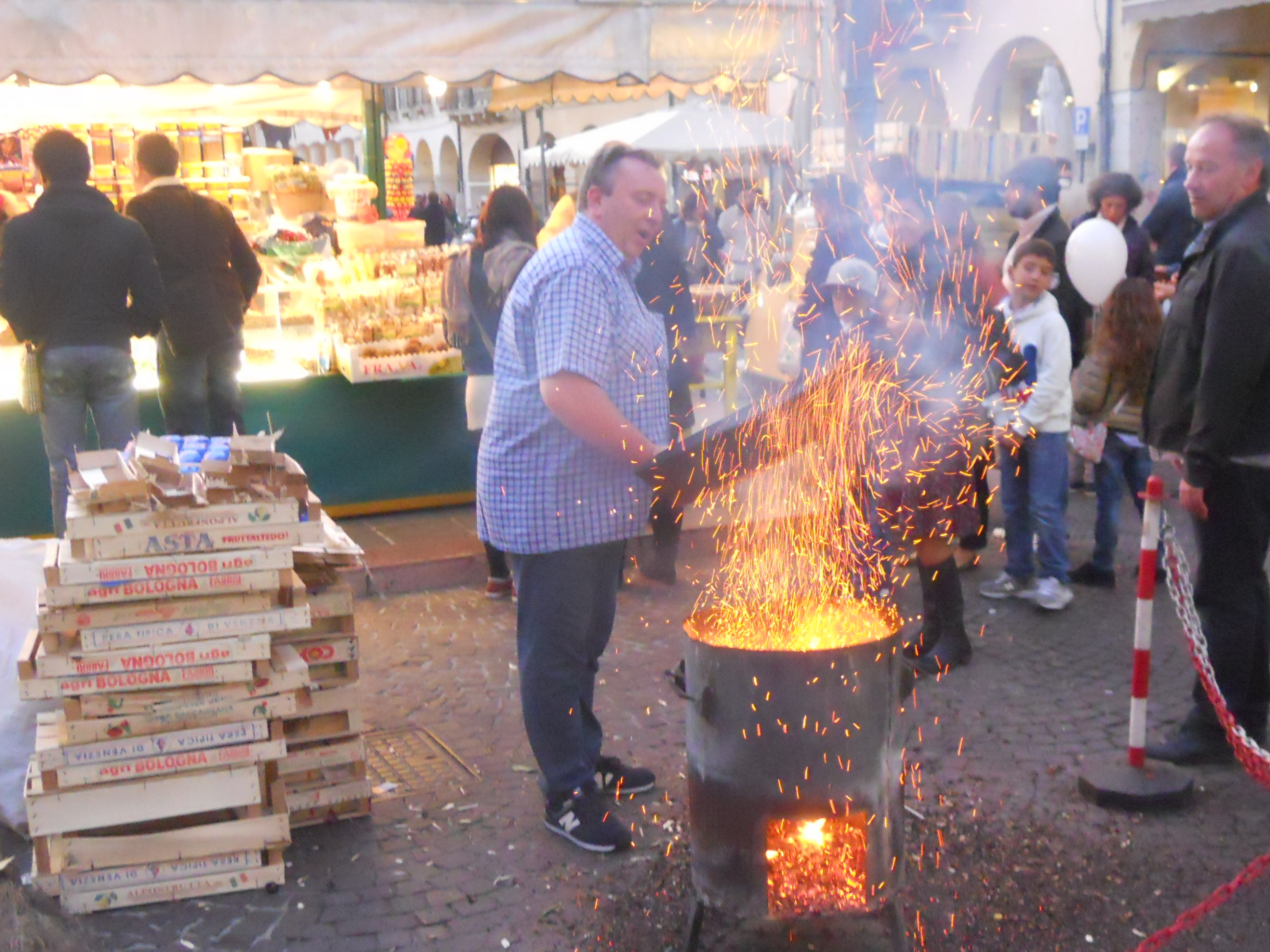
Caldarrostaro in azione a Padova

- Caciole se cotte sulla brace o infornatelle se arrostite nella stufa - Abruzzo, valle Roveto
- Buerie - Friuli
- Pistiddre - Rotonda (PZ)
- Varola - Irpinia (AV), Melfi (PZ)
- Callaròsta - Canepina (VT)
- Callarosta - Roma, Vallerano (VT)
- Vojola - Soriano nel Cimino (VT)
- Fasgiole - Corsica[2]
- Frugiata - Montagna Pistoiese, Valdilima, Valdinievole, Valle del Vincio di Montagnana (Montagnana Pistoiese), Pistoia
- Mondina - Garfagnana, Lucchesia, Versilia, Lunigiana
- Bruciata - Provincia di Firenze e Siena
- Biröll o Biroeull - Provincia di Como e Provincia di Milano
- Boröla- Provincia di Bergamo
- Brusè - Provincia di Parma
- Mundìne - Val Camonica
- Rustìa - alcune zone della Provincia di Genova
- Braschèe o Mundee - a nord del Lago di Como
- Riggiola - nel nord della Provincia di Cosenza
- Nserta - nel nord della Provincia di Cosenza
- Ruselle - nel sud della Provincia di Cosenza
- Ruseddre o *Rusedde Calabria centro-occidentale
- Pastiji - alcune zone Provincia di Reggio Calabria
- Mundaj, mundà- Piemonte
- Maroni, Marroni - Modena, Bolognese
- Basturnòn - Appennino piacentino
- Pistiddèr - Areale del Pollino - zona sud della Basilicata
- Mondìgoli o Mandìgoli - Alto Vicentino
- Brüsatè in Piemonte
- Brostoi in alcuni paesi a sud di Brescia
- Brigi - Città di Castello, Umbria
- Còculi - Molochio (RC)

## Caratteristiche
Le castagne generalmente hanno proprietà toniche, antianemiche, energetiche, ed antisettiche e sono indicate per stitichezza, emorroidi, astenie ed anemia. Inoltre sono ricche di fibra, di potassio (K+) e di vitamine del gruppo B (soprattutto B1 e B6).
Le castagne, essendo semi come i cereali e diversamente da gran parte degli altri frutti, sono ricche di carboidrati complessi. La cottura trasforma parte dell'amido in zuccheri semplici. Da qui deriva il loro sapore tipicamente dolce e la controindicazione d'uso ai diabetici e dei soggetti in sovrappeso.
Le caldarroste sono meno digeribili delle castagne bollite o crude, a causa del tipo di cottura, che produce alterazioni dei glucidi e delle proteine (come la reazione di Maillard), alterazioni responsabili tra l'altro del loro aroma tipico.
Quelli che seguono sono i valori nutrizionali mediamente presenti ogni 100 g di castagne arrostite:
- Parte edibile 82 %
- Acqua 42,4 g
- Carboidrati 41,8 g
- Grassi 2,4 g
- Proteine 3,7 g
- Fibre 8,3 g
- Energia 193 kcal (808 kJ)[4]